# Julie Still
Julie Still (* 1. März 1965, verheiratete Julie Carrel) ist eine neuseeländische Badmintonspielerin und -Schiedsrichterin. 

## Karriere
Julie Still nahm 1989, 1991 und 1995 an den Badminton-Weltmeisterschaften teil und erreichte dabei als beste Platzierung Rang 17. 1992 gewann sie die New Zealand Open.
2013 ist sie Deputy Referee bei den German Open 2013.

## Sportliche Erfolge
| Saison | Veranstaltung     | Disziplin   | Platz | Name                        |
| ------ | ----------------- | ----------- | ----- | --------------------------- |
| 1989   | Weltmeisterschaft | Damendoppel | 17    | Julie Still / Katrin Te Tai |
| 1992   | New Zealand Open  | Dameneinzel | 1     | Julie Still                 |
| 1995   | Weltmeisterschaft | Dameneinzel | 17    | Julie Still                 |